# Santa Clara University

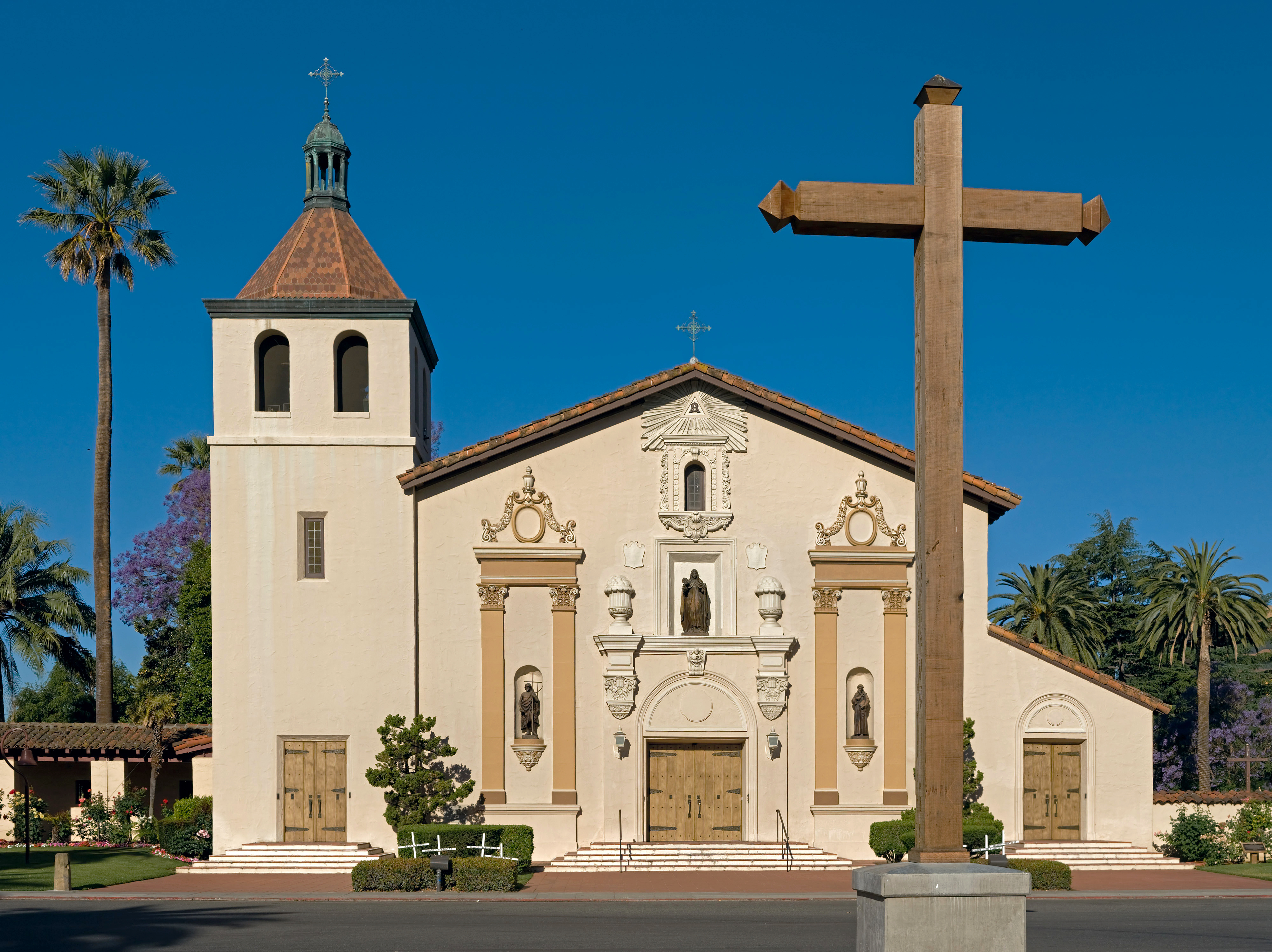
Santa-Clara-Mission auf dem Campus

Santa Clara University ist eine private, katholische Universität in Santa Clara im US-Bundesstaat Kalifornien. Die Hochschule gehört zu den 28 Jesuitenhochschulen in den USA, die in der Association of Jesuit Colleges and Universities organisiert sind. Die Universität wurde 1851 gegründet und ist damit die älteste, operierende Hochschule in Kalifornien und die älteste katholische Universität im amerikanischen Westen. Die Universität wurde als zweitbestes College 2010 in der Region West durch das bekannte U.S. News Ranking bewertet. Sie ist neben Stanford und Berkeley die beliebteste Universität im kalifornischen Silicon Valley. Dies spiegelt sich auch durch den großen Anteil beruflich aktiver Studenten insbesondere an der Leavey School of Business wider.
Die Universität – auch bekannt unter der Abkürzung SCU – liegt in Santa Clara neben San José im Santa Clara County, welcher den größten Teil der San Francisco Bay Area ausmacht. Ihre Studenten und 71.000 Alumni werden „Santa Clarans“, ihre athletischen Teams Broncos genannt. Die Universität selbst nennt sich in vielen Informationsmaterialien „The Jesuit University in Silicon Valley“.
Die derzeitige Universität, welche um die historische Mission Santa Clara gebaut wurde, bietet Platz für über 5.000 Bachelor- und 3.500 Master-Studenten, J.D.’s und Doktoranden. Diese befinden sich, mit Ausnahme der Jesuit School of Theology, alle auf dem 0,4 km² großen Hauptcampus in Santa Clara. Im Juli 2009 wurde die Jesuit School of Theology in Berkeley (JST) mit der Santa Clara University unter Beibehaltung ihres Campus in Berkeley, Kalifornien zusammengeschlossen und in „Jesuit School of Theology of Santa Clara University“ umbenannt. JST ist eine der zwei Jesuitenseminare in den Vereinigten Staaten mit vom Vatikan für katholische Lehre ratifizierten kirchliche Fakultäten.
Für das akademische Jahr 2012–2013 betrug das Betriebsbudget 387,4 Millionen USD und das Stiftungsvermögen über 760 Millionen USD. Für die gleiche Zeit betragen die Studiengebühren der Bachelor-Studiengänge 42.156 USD. Die durchschnittlichen Kosten für Unterbringung liegen bei 12.546 USD.

## Campus
Der Campus, der an der berühmten El Camino Real in Santa Clara liegt, wurde im letzten Jahrhundert auf über 42 Hektar erweitert. Neben den vielen akademischen Gebäuden und Wohnheimen, welche alle im Mission-Stil gehalten sind, befinden sich die historischen Gärten der Mission, verschiedene Rosengärten und Palmen-Bäume auf dem Campus.

### Abbildungen

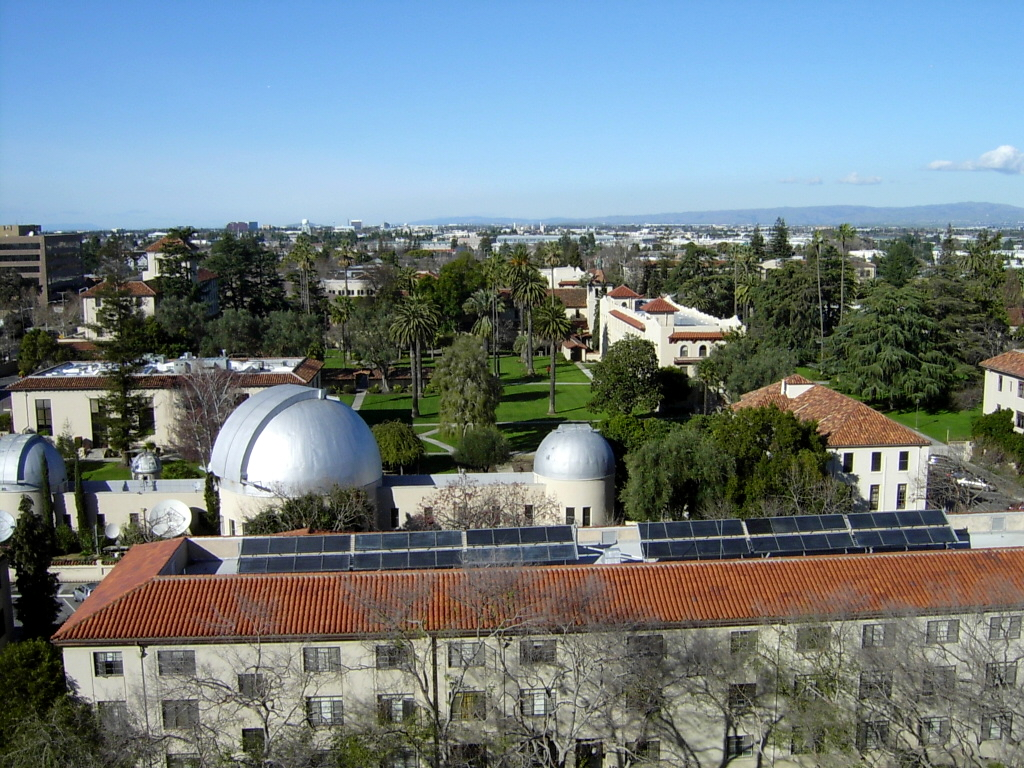
Die Santa Clara Mission Gardens
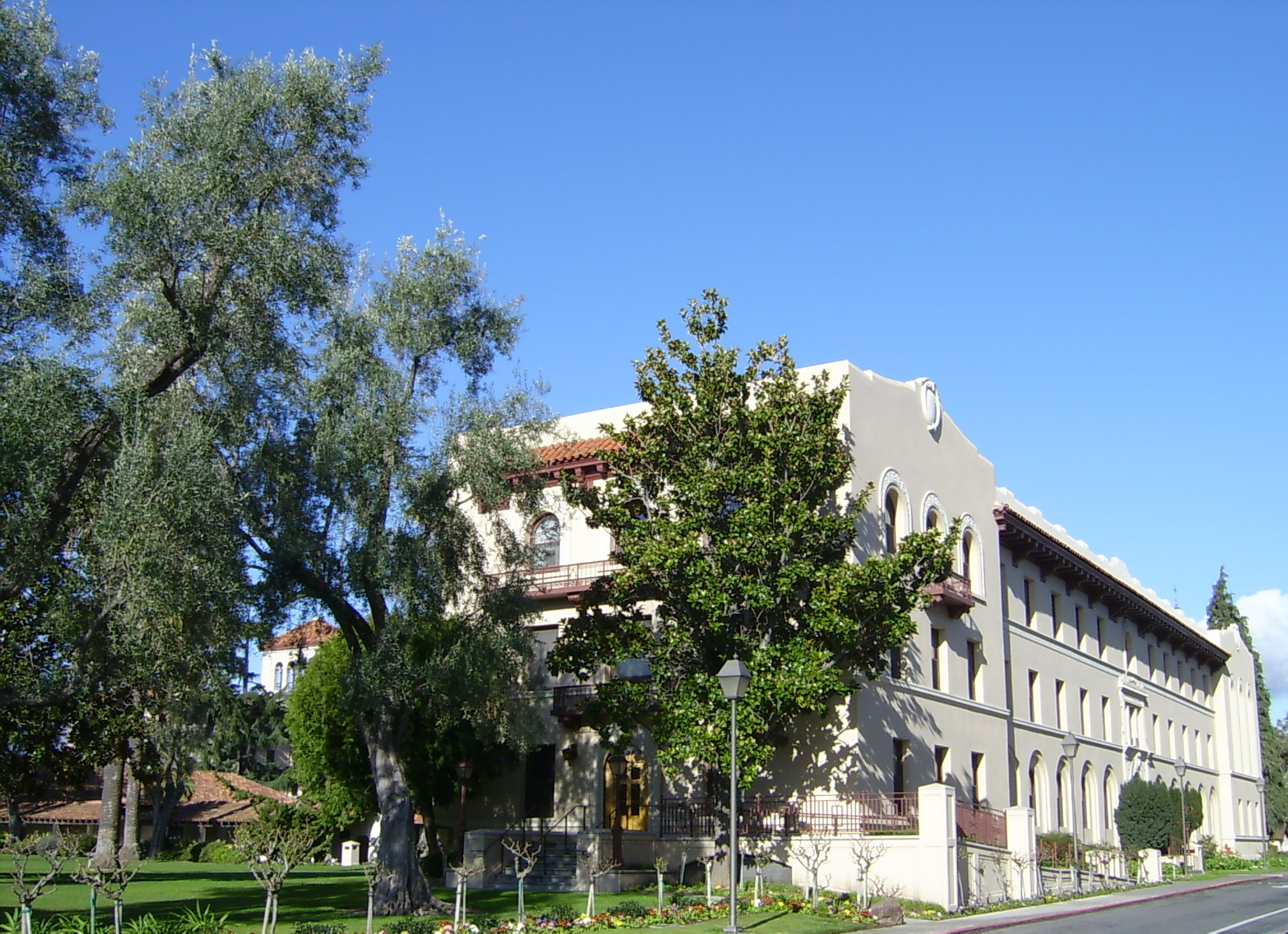
St. Joseph’s Hall
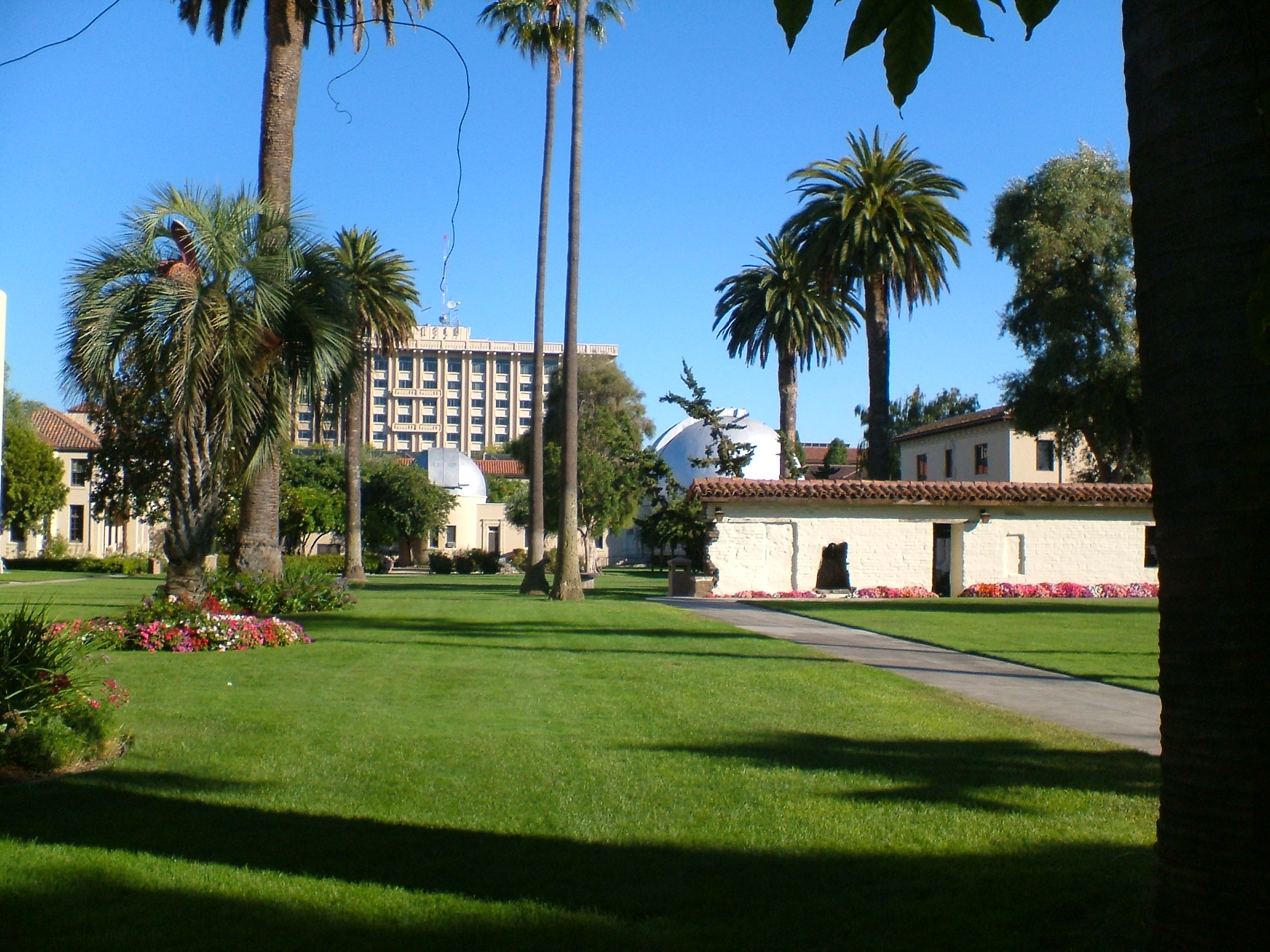
Swig Hall
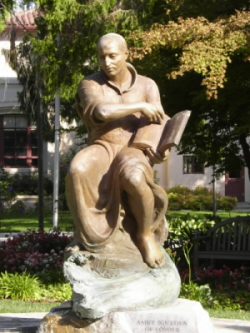
Saint Ignatius Statue
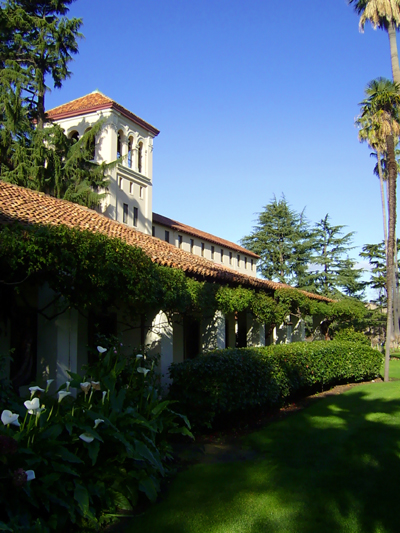
Nobili Hall
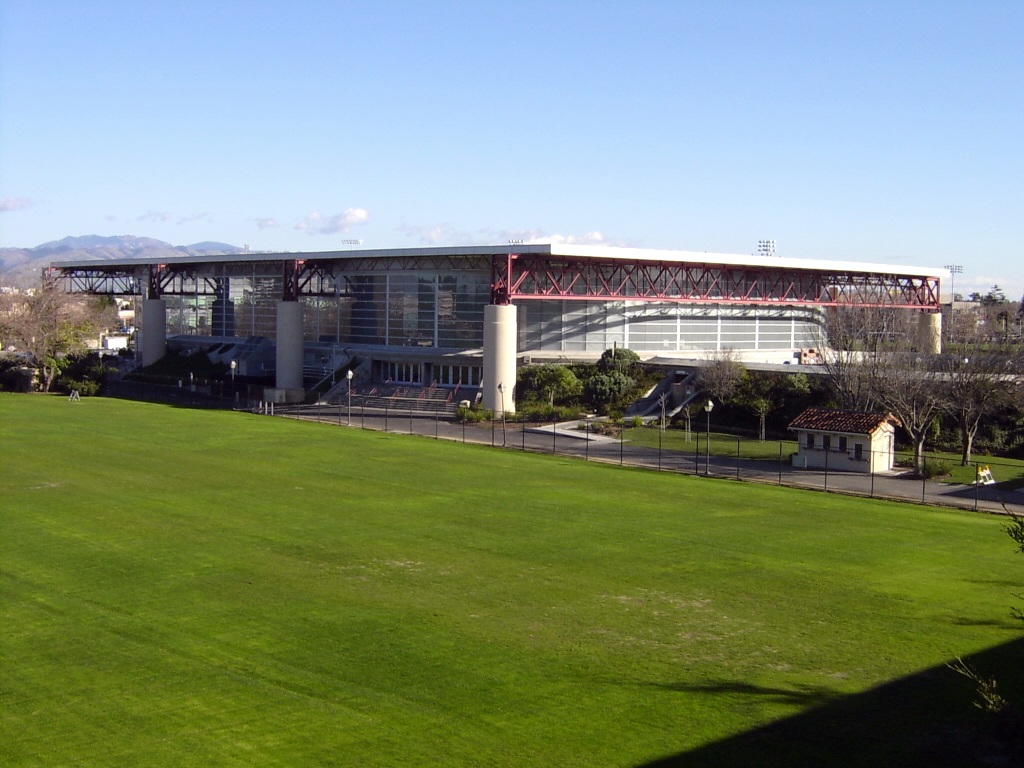
Leavey Activities Center

## Akademisches und Ranking
Die Carnegie Foundation for the Advancement of Teaching (CFAT), eine in den USA ansässige Organisation für Bildung und Forschung, klassifiziert sie als eine master-level university. Dies sagt aus, dass die Universität nur wenige Doktoranden-Programme anbietet.

### Schulen
Die verschiedenen akademischen Programme an der Universität sind in Schulen aufgeteilt, die sich an zwei Standorten in Santa Clara und Berkeley befinden.

#### Leavey School of Business
Die Gründung erfolgte 1923 und wurde von der Association to Advance Collegiate Schools of Business dreißig Jahre später akkreditiert. Sie bietet einen Bachelor of Science in Commerce, Master of Business Administration, Executive Master of Business Administration, und einen Master of Science in Information Systems (MSIS). Diese Programme werden regelmäßig in verschiedenen Rankings hoch bewertet.

#### Santa Clara Law School
Die Santa Clara School of Law wurde im Jahr 1911 gegründet. Die Akkreditierung der American Bar Association erfolgte im Jahr 1937. Die Santa Clara Law School bietet das Juris Doctor Programm an. Des Weiteren bietet sie diverse double degrees wie JD/Master of Business Administration und JD/Master of Science in Information Systems im Verbund mit der Leavey School of Business an. Auch bietet sie ein Masters of Laws (LL.M.) Programm mit unterschiedlichen Spezialisierungen an. So rangiert das LL.M. Programm in Intellectual Property als sechst bestes in den USA.

## Zahlen zu den Studierenden und den Dozenten
Im Herbst 2020 waren 8.616 Studierende an der Santa-Clara-Universität eingeschrieben. Davon strebten 5.608 (65,1 %) ihren ersten Studienabschluss an, sie waren also undergraduates. Von diesen waren 48 % weiblich und 52 % männlich; 19 % bezeichneten sich als asiatisch, 2 % als schwarz/afroamerikanisch, 18 % als Hispanic/Latino und 44 % als weiß. 3.008 (34,9 %) arbeiteten auf einen weiteren Abschluss hin, sie waren graduates. Es lehrten 858 Dozenten an der Universität, davon 585 in Vollzeit und 273 in Teilzeit. 2013 waren es 522 Vollzeitstellen und 365 Teilzeitstellen gewesen, die 8.770 Studierende betreuten.

## Persönlichkeiten der Santa Clara University
- Kyle Bailey, Basketballspieler
- John Bryant, Basketballspieler
- Brandi Chastain, Fußballspielerin
- Frank Cope, American-Football-Spieler
- Julie Ertz, Fußballspielerin
- Mike Espy, früherer U.S. Secretary of Agriculture, früherer U.S. Congressman
- Bob Feerick, Basketballspieler
- Jorma Kaukonen (* 1940), Blues-, Folk- und Rockgitarrist (Jefferson Airplane und Hot Tuna)
- Ezra Klein, Journalist, Autor und Podcaster
- Ron Lagomarsino, Film- und Theaterregisseur
- Chris Malachowsky, Mitgründer, NVIDIA
- Tom McEnery, Autor, früherer Bürgermeister von San Jose, California
- Dee Dee Myers, Autor, politischer Kommentator, früherer Press Secretary von Präsident Bill Clinton
- Janet Napolitano, Gouverneur von Arizona, derzeit Secretary of Homeland Security
- Steve Nash, kanadischer Basketballspieler, zweimal wertvollster Spieler der NBA Liga
- Gavin Newsom, Bürgermeister der Stadt San Francisco, California
- Leon Panetta, Verteidigungsminister der USA, früherer Direktor der Central Intelligence Agency, früherer Chief of Staff von Präsident Bill Clinton, früherer Direktor des United States Office of Management and Budget, früherer U.S. Congressman, 17th District
- Dan Pastorini, American-Football-Spieler
- Brandin Podziemski, Basketballspieler
- George Reyes, CFO, Google
- Richard Riordan, früherer Bürgermeister von Los Angeles, California
- Jayshree Ullal, indisch-amerikanische Ingenieurin, Präsidentin und CEO von Arista Networks